# Malva hispanica
Malva hispanica (укр. Калачики іспанські) — вид квіткових рослин родини мальвові (Malvales). лат. hispanica — географічний епітет, який натякає на його місце зростання в Іспанії.

## Опис
Однорічна трав'яниста рослина. Стебло пряме, до 0,7–0,9(1) м, просте або гіллясте від основи, густо запушене. Квіти 1.5–3 см в діаметрі, поодинокі. Пелюстки 15–25 мм, обернено-яйцюваті, виїмчасті, рожеві. Напівплодики 11–16 2–2,5 мм в діаметрі, голі, жовті при дозріванні.

## Поширення
Піренейський півострів, Північно-Східна Африка (Марокко, Алжир). Населяє чагарники й луки на піщаних ґрунтах і кремнезему на висотах 0-1400 м.

## Галерея

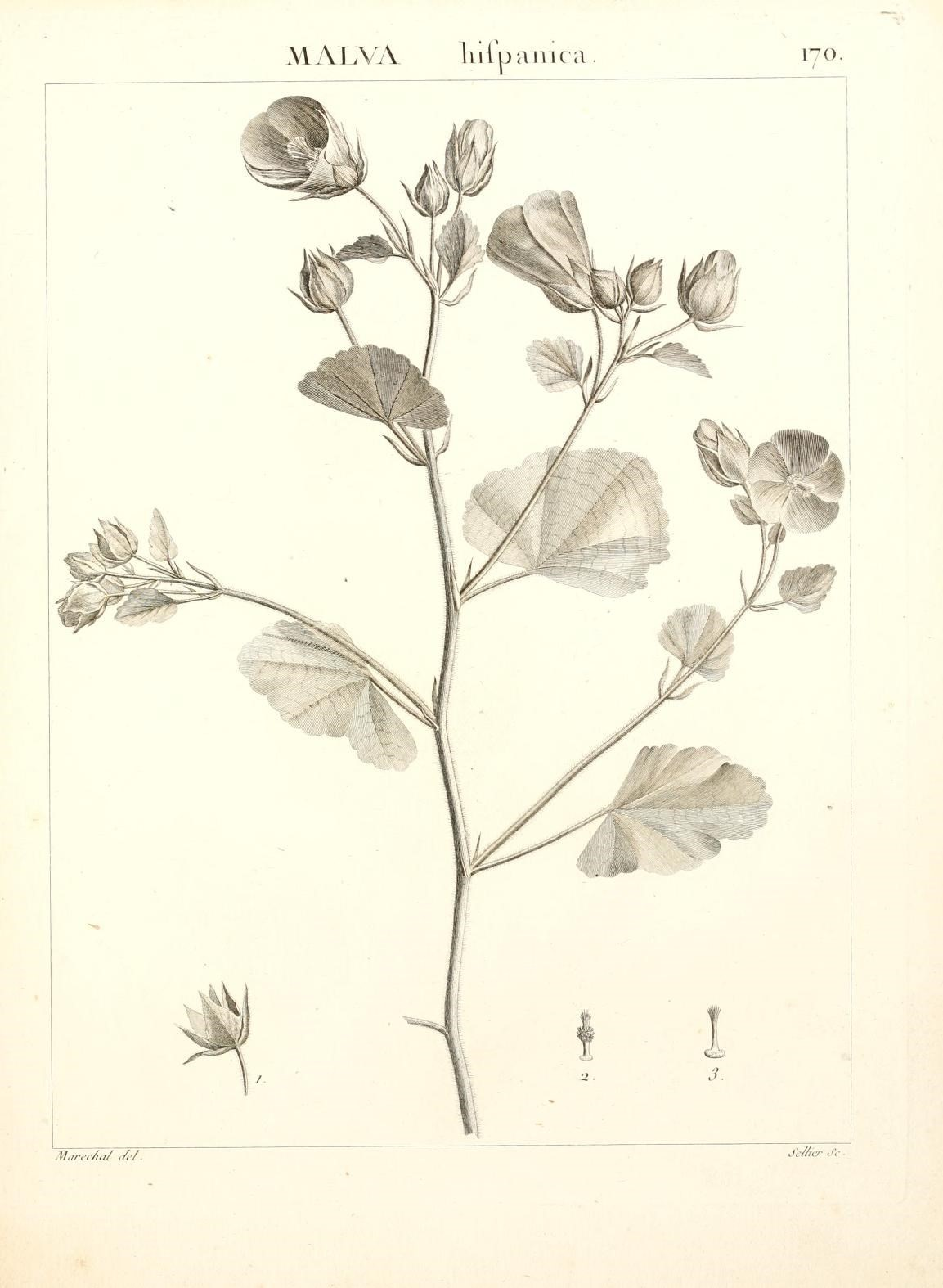

|  | Це незавершена стаття про мальвові. Ви можете допомогти проєкту, виправивши або дописавши її. |